# Gabriela Tănase
Gabriela Doina Đukanović (n. Tănase, n. 6 martie 1979, Drobeta-Turnu Severin, Mehedinți, România), este o fostă jucătoare de handbal din România, acum retrasă din activitate și stabilită în Muntenegru. În urma unei căsătorii anterioare, handbalista a fost cunoscută și sub numele de Gabriela Tănase-Hobjilă pe vremea când juca la RK Podravka Koprivnica. Gabriela Tănase, care a evoluat pe postul de intermediar dreapta, a fost componentă a echipei naționale a României la Campionatul European din 2002 și la Campionatele Mondiale din 1999 și 2003. De asemenea, Tănase a participat cu echipa României la Olimpiada din 2000, de la Sydney, clasându-se pe locul al șaptelea.
În total, ea a jucat pentru România în 72 de meciuri, în care a înscris 158 de goluri.
La nivel de club, Gabriela Tănase a jucat pentru Oltchim Rm. Vâlcea, Rapid București, Podravka Vegeta și Budućnost T-Mobile.

## Palmares
- Liga Națională:
  -  Câștigătoare: 1998, 1999, 2000 (cu Oltchim)

- Cupa României:
  -  Câștigătoare: 1998, 1999, 2001 (cu Oltchim)

- Campionatul Croației:
  -  Câștigătoare: 2003, 2005 (cu Podravka)

- Cupa Croației:
  -  Câștigătoare: 2003, 2004 (cu Podravka)

- Campionatul Muntenegrului:
  -  Câștigătoare: 2006, 2007 (cu Budućnost)

- Cupa Muntenegrului:
  -  Câștigătoare: 2006, 2007 (cu Budućnost)

- Cupa Cupelor EHF:
  -  Câștigătoare: 2006 (cu Budućnost)

- Trofeul Campionilor EHF:
  - Locul 3: 2006 (cu Budućnost)

- Cupa Challenge:
  - Semifinalistă: 2002 (cu Rapid)

## Viața personală
Gabriela Tănase este căsătorită cu omul de afaceri Aleksandar Đukanović, fratele fostului președinte al Muntenegrului Milo Đukanović. Ea și-a cunoscut soțul pe vremea când juca la Budućnost T-Mobile. După căsătorie, Gabriela Đukanović s-a retras din handbal și s-a stabilit în Muntenegru.

## Distincții personale
Pe 23 iunie 2013, un autocar românesc s-a prăbușit în defileul râului Morača din Muntenegru. În tragedie și-au pierdut viața 18 oameni și alți 29 au fost răniți. Gabriela Tănase-Đukanović a fost una dintre persoanele care s-au mobilizat pentru ajutorarea răniților, contactând rudele acestora din România sau asigurând servicii de translator între persoanele spitalizate și medicii muntenegreni. Pentru ajutorul pe care l-a acordat românilor răniți, Gabriela Tănase a primit o diplomă de merit din partea postului de televiziune Antena 3.